# Faraday-Wellen

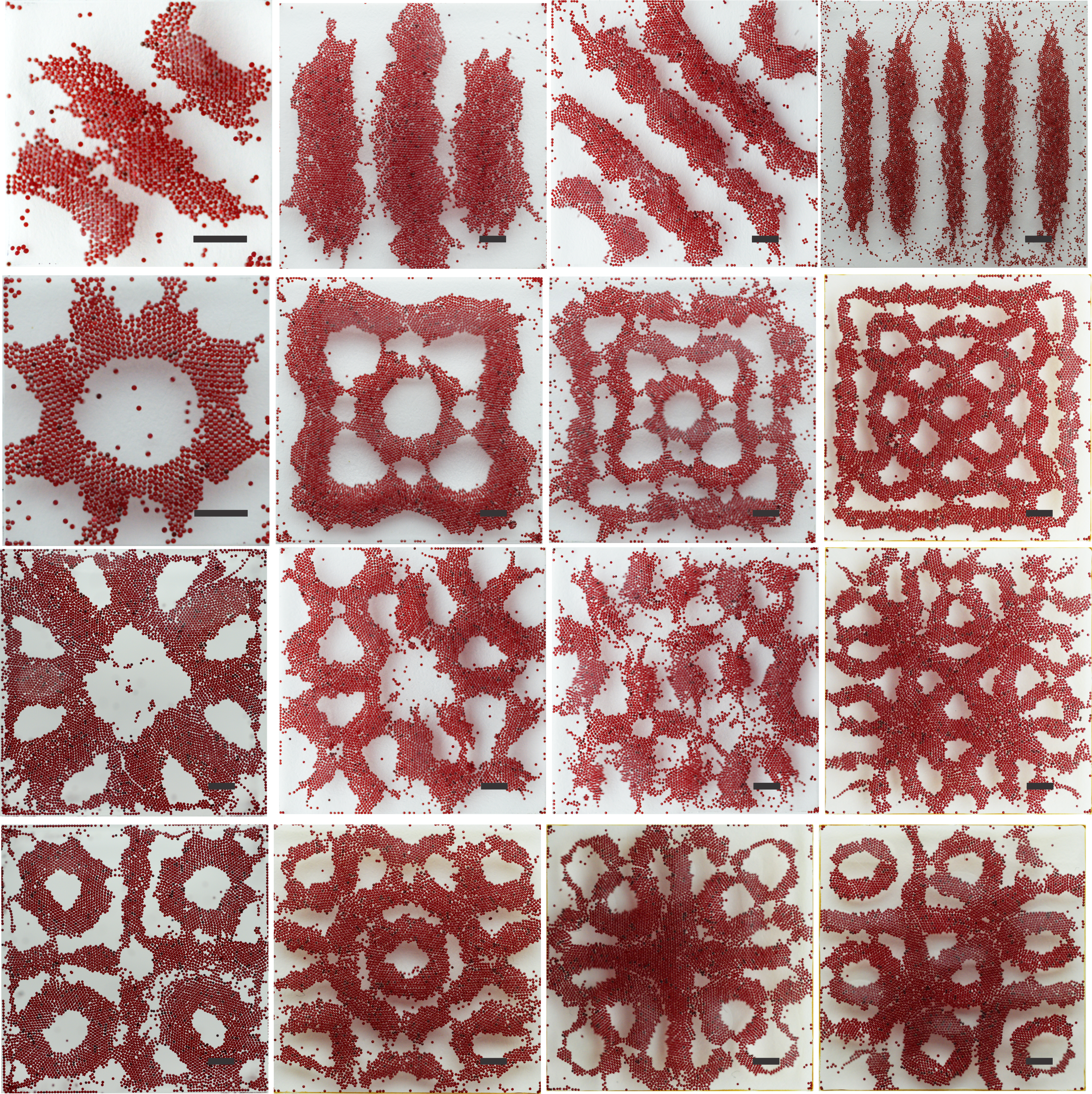
Gruppierung von Mikroteilchen durch Faraday-Wellen

Faraday-Wellen, benannt nach Michael Faraday (1791–1867), sind nichtlineare stehende Wellen, die auf Flüssigkeiten auftreten, die von einem vibrierenden Gefäß umschlossen sind. Wenn die Schwingungsfrequenz einen kritischen Wert überschreitet, wird die flache hydrostatische Oberfläche instabil. Dies ist als Faraday'sche Instabilität bekannt. Faraday beschrieb sie erstmals in einem Anhang zu einem Artikel in den Philosophical Transactions of the Royal Society of London im Jahr 1831. Die Wellen können die Form von Streifen, dicht gepackten Sechsecken oder sogar von Quadraten oder quasiperiodischen Mustern annehmen.

## Variationen in verschiedenen Medien
Die Ausprägung der Faraday-Wellen verändert sich bei unterschiedlichen flüssigen Medien. So kommt es zu besonderen Formationen bei Kombination von Flüssigkeiten unterschiedlicher Viskositäten, auch Gas-Partikel-Gemische zeigen eine Verhalten nach dem Muster von Faraday-Wellen.

## Vorkommen in der Natur
Dieses Phänomen wird von Alligatoren genutzt, um ihre Partner zu rufen. Sie lassen ihre Lungen bei niedrigen Frequenzen knapp unter der Oberfläche vibrieren, wodurch sich ihre Stacheln bewegen und Oberflächenwellen hervorrufen. Diese Oberflächenwellen sind im Grunde Faraday-Wellen, und man kann den für bestimmte Resonanzen charakteristischen Spritzeffekt beobachten.

## Technischer Einsatz
Faraday-Wellen werden genutzt, um feine Teilchen in bestimmten Mustern zu gruppieren. In der biomedizinischen Forschung können dadurch z. B. Zellhaufen in eine entsprechende Konfiguration gebracht werden.
Faraday-Wellen können auch genutzt werden um die Grenzflächenspannung zweier nicht mischbarer Flüssigkeiten zu messen.